# Lukas Artimavičius
Lukas Artimavičius (ur. 12 sierpnia 1994) – litewski piłkarz grający na pozycji środkowego obrońcy.

## Kariera
Profesjonalną karierę piłkarską rozpoczął w Taurasie Taurogi. 27 stycznia 2013 zadebiutował w młodzieżowej reprezentacji Litwy przeciw Białorusi. 1 lipca 2013 został zawodnikiem Atlantasu Kłajpeda, z którego jednak 1 miesiąc później został wypożyczony do klubu z Taurogów. W lipcu 2013 rozegrał 180 minut w fazie grupowej Mistrzostw Europy U-19 2013. 30 czerwca 2014 powrócił z wypożyczenia do Atlantasu, z którego został 2 dni później, 2 lipca 2014 wypożyczony do Utenisu Uciana. 1 stycznia 2015 powrócił z wypożyczenia. Pół roku po powrocie do Atlantasu Kłajpeda został zawodnikiem Utenisu Uciana. 1 lipca 2016 przeszedł do Stumbrasu Kowno. 26 stycznia 2018 zmienił klub na Atlantas Kłajpeda. 15 czerwca 2018 dołączył do FK Jonava.